# Верхнее Чалмозеро
Верхнее Чалмозеро (Верхнее Чалм-озеро) — пресноводное озеро тектонического происхождения в Мурманской области России, находится на территории Ковдорского района.
Расположено на юго-западе области, в 17 километрах к северу от посёлка Ёнский, севернее озера Каложное, находится на высоте 137,2 метра над уровнем моря. Озеро вытянуто с северо-запада на юго-восток на 9,48 км, расширяется в центральной части, где ширина достигает 2,7 км. Имеется крупный остров в центре водоёма. Площадь озера — 11,7 км² (по другим данным, 13,1 км²). Водосборная площадь — 2790 км² (по другим данным, 2745,2 км²). Максимальная глубина — 9 м. Водородный показатель pH колеблется от 6,89 до 6,97 при среднем значении 6,93. Общая минерализация воды варьируется от 28,7 до 33,5 мг/л. 
На северо-западе впадают реки Ваинга и Лебяжка, на севере — река Лива, вытекающая из Ливозера. На юго-востоке вытекает река Чалма длиной 3 км, соединяющая водоём с Нижним Чалмозером. Кроме того, протоками Верхнее Чалмозеро соединено с озёрами Каложное и Ермо, лежащими к югу.
Берега изрезаны, низкие, местами заболоченные или всхолмленные, покрыты смешанным лесом из берёзы, ели и сосны (лесотундра). Над юго-восточным берегом возвышается гора Чалмтундра (338,5 м).
Озеро богато рыбой. Состав ихтиофауны предположительно схож с Нижним Чалмозером.